# John Cody
John Patrick Cody (ur. 24 grudnia 1907 w Saint Louis, zm. 25 kwietnia 1982 w Chicago) – amerykański duchowny katolicki, arcybiskup Chicago, kardynał.

## Życiorys
Kształcił się w seminarium przygotowawczym w St. Louis, następnie wyjechał do Rzymu; studiował w Papieskim Uniwersytecie Urbanianum i Papieskim Uniwersytecie św. Apolinarego, święcenia kapłańskie przyjął w Rzymie 8 grudnia 1931. Pracował jako wykładowca Kolegium Północnoamerykańskiego w Rzymie oraz w watykańskim Sekretariacie Stanu. Powrócił do USA w 1938 i został sekretarzem arcybiskupa St. Louis. Otrzymał tytuły honorowe tajnego szambelana (1939) i papieskiego prałata domowego (1946). W maju 1940 został kanclerzem archidiecezji St. Louis.
14 maja 1947 został mianowany biskupem pomocniczym St. Louis, z biskupią stolicą tytularną Apollonia; otrzymał sakrę 14 maja 1947 z rąk arcybiskupa St. Louis Josepha Rittera. W styczniu 1954 został mianowany biskupem koadiutorem diecezji St. Joseph (z prawem następstwa), od maja 1955 był administratorem apostolskim; po zmianach administracyjnych w sierpniu 1956 nosił tytuł biskupa koadiutora Kansas City-St. Joseph. We wrześniu 1956 został zwierzchnikiem diecezji. W lipcu 1961 promowany na arcybiskupa koadiutora Nowego Orleanu (ze stolicą tytularną Bostra); w tym charakterze udał się na obrady Soboru Watykańskiego II. W grudniu 1962 został wikariuszem generalnym archidiecezji Nowy Orlean, a w listopadzie 1964 - arcybiskupem Nowego Orleanu. W czerwcu 1965 przeszedł na stolicę arcybiskupią Chicago.
26 czerwca 1967 papież Paweł VI wyniósł go do godności kardynalskiej, nadając tytuł prezbitera Santa Cecilia. Jako kardynał Cody brał udział w obu konklawe 1978 oraz sesji plenarnej Kolegium Kardynalskiego w listopadzie 1979 w Watykanie. Kierując archidiecezją chicagowską kardynał Cody budził wiele negatywnych emocji, miał trudności w kontaktach z księżmi i wiernymi.
Zmarł na atak serca w kwietniu 1982 i został zastąpiony przez dotychczasowego arcybiskupa Cincinnati, Josepha Bernardina.